# Élections cantonales de 1964 en Ille-et-Vilaine
Les élections cantonales se sont déroulées les 8 et 15 mars 1964.

## Contexte départemental

### Assemblée départementale sortante
Avant les élections, le conseil général est présidé par Robert de Toulouse-Lautrec, membre du CNIP.
Il comprend 43 conseillers généraux issus des 43 cantons d'Ille-et-Vilaine.
| Parti                                              | Sigle    | Élus |
| -------------------------------------------------- | -------- | ---- |
| Majorité (24 sièges)                               |          |      |
| Mouvement républicain populaire                    | MRP      | 12   |
| Centre national des indépendants et paysans        | CNIP     | 8    |
| Parti radical-socialiste                           | Rad-soc  | 3    |
| Centre gauche                                      | CG       | 1    |
| Opposition pro-gouvernement (19 sièges)            |          |      |
| Action locale                                      | Act° loc | 8    |
| Union pour la nouvelle République                  | UNR      | 6    |
| Extrême-droite                                     | EXD      | 3    |
| Centre national des indépendants et paysans        | CNIP     | 2    |
| Fédération nationale des républicains indépendants | FNRI     | 1    |
| Président du conseil général                       |          |      |
| Robert de Toulouse-Lautrec (CNIP)                  |          |      |

## Résultats à l'échelle du département

### Résultats en nombre de sièges
| Parti | Sièges mis en jeu | Élus | Évolution |
| ----- | ----------------- | ---- | --------- |
| CNIP  | 13                | 9    | -4        |
| MRP   | 6                 | 11   | +5        |
| PR    | 2                 | 2    | =         |
| RS    | 2                 | 1    | -1        |

### Assemblée départementale à l'issue des élections
| Parti                                              | Sigle    | Élus |
| -------------------------------------------------- | -------- | ---- |
| Majorité (24 sièges)                               |          |      |
| Mouvement républicain populaire                    | MRP      | 12   |
| Centre national des indépendants et paysans        | CNIP     | 8    |
| Parti radical-socialiste                           | Rad-soc  | 3    |
| Centre gauche                                      | CG       | 1    |
| Opposition pro-gouvernement (19 sièges)            |          |      |
| Action locale                                      | Act° loc | 8    |
| Union pour la nouvelle République                  | UNR      | 6    |
| Extrême-droite                                     | EXD      | 3    |
| Centre national des indépendants et paysans        | CNIP     | 2    |
| Fédération nationale des républicains indépendants | FNRI     | 1    |
| Président du conseil général                       |          |      |
| Maurice Audrain (CG)                               |          |      |

## Arrondissement de Rennes

### Canton de Rennes-Nord-Est
- Conseiller sortant : Henri Fréville (MRP), maire de Rennes, député, élu depuis 1958.

Malgré l'abstention massive, Henri Fréville obtient 25,87% des inscrits, ce qui lui permet d'être élu dès le premier tour.
| Candidat | Candidat         | Étiquette | Premier tour | Premier tour |
| Candidat | Candidat         | Étiquette | Voix         | %            |
| -------- | ---------------- | --------- | ------------ | ------------ |
|          | Henri Fréville * | MRP-CD    | 7 059        | 61,59        |
|          | Edmond Le Tanter | PCF       | 1 130        | 9,86         |
|          | Charles Foulon   | PSU       | 1 032        | 9,05         |
|          | René Jobert      | UNR       | 990          | 8,64         |
|          | André Tanguy     | MOB       | 737          | 6,43         |
|          | Paul Collinot    | SFIO      | 513          | 4,48         |
|          |                  |           |              |              |
| Inscrits | Inscrits         | Inscrits  | 27 282       | 100,00       |
| Votants  | Votants          | Votants   | 11 684       | 42,83        |
| Exprimés | Exprimés         | Exprimés  | 11 461       | 98,09        |

### Canton de Rennes-Sud-Est
- Conseiller sortant : Henri Garnier (MRP), élu depuis 1962.

Léon Grimaut (MRP) élu en 1958 est décédé le 19 aout 1962.
| Candidat | Candidat        | Étiquette | Premier tour | Premier tour | Second tour | Second tour |
| Candidat | Candidat        | Étiquette | Voix         | %            | Voix        | %           |
| -------- | --------------- | --------- | ------------ | ------------ | ----------- | ----------- |
|          | Henri Garnier * | MRP-CD    | 6 486        | 46,84        | 10 335      | 65,87       |
|          | Louis Barbé     | PCF       | 2 913        | 21,04        | 5 343       | 34,05       |
|          | Alexis Le Strat | SFIO      | 1 717        | 12,40        |             |             |
|          | Émile Neumager  | UNR       | 1 803        | 13,02        |             |             |
|          | Albert Renouf   | PSU       | 928          | 6,70         |             |             |
|          |                 |           |              |              |             |             |
| Inscrits | Inscrits        | Inscrits  | 34 273       | 100,00       | 34 273      | 100,00      |
| Votants  | Votants         | Votants   | 14 021       | 40,91        | 15 999      | 46,68       |
| Exprimés | Exprimés        | Exprimés  | 13 847       | 98,75        | 15 691      | 98,08       |

### Canton de Châteaugiron
- Conseiller sortant : Maurice Audrain (CG), élu depuis 1951.

| Candidat | Candidat          | Étiquette | Premier tour | Premier tour |
| Candidat | Candidat          | Étiquette | Voix         | %            |
| -------- | ----------------- | --------- | ------------ | ------------ |
|          | Maurice Audrain * | CG        | 3 471        | 95,07        |
|          | Jean Thomelin     | PCF       | 174          | 4,77         |
|          |                   |           |              |              |
| Inscrits | Inscrits          | Inscrits  | 5 232        | 100,00       |
| Votants  | Votants           | Votants   | 3 779        | 72,23        |
| Exprimés | Exprimés          | Exprimés  | 3 924        | 96,61        |

### Canton de Janzé
- Conseiller sortant : Jean-Marie Lacire (Act° loc), élu depuis 1937.

| Candidat | Candidat            | Étiquette          | Premier tour | Premier tour |
| Candidat | Candidat            | Étiquette          | Voix         | %            |
| -------- | ------------------- | ------------------ | ------------ | ------------ |
|          | Jean-Marie Lacire * | Act° loc (app UNR) | 3 618        | 92,63        |
|          | Francis Foucault    | PCF                | 285          | 7,30         |
|          |                     |                    |              |              |
| Inscrits | Inscrits            | Inscrits           | 6 054        | 100,00       |
| Votants  | Votants             | Votants            | 4 017        | 66,35        |
| Exprimés | Exprimés            | Exprimés           | 3 906        | 97,31        |

### Canton de Mordelles
- Conseiller sortant : Robert de Toulouse-Lautrec (CNIP), président du conseil général depuis 1961, élu depuis 1912, ne se représente pas.

| Candidat | Candidat      | Étiquette          | Premier tour | Premier tour |
| Candidat | Candidat      | Étiquette          | Voix         | %            |
| -------- | ------------- | ------------------ | ------------ | ------------ |
|          | Jean Châtel   | MRP                | 1 742        | 53,18        |
|          | Émile Jeantil | Act° loc (app UNR) | 1 317        | 40,20        |
|          | Albert Roy    | PCF                | 165          | 5,04         |
|          |               |                    |              |              |
| Inscrits | Inscrits      | Inscrits           | 4 629        | 100,00       |
| Votants  | Votants       | Votants            | 3 347        | 72,31        |
| Exprimés | Exprimés      | Exprimés           | 3 276        | 97,88        |

## Arrondissement de Saint-Malo

### Canton de Saint-Malo
- Conseiller sortant : Jean Noury (MRP), élu depuis 1945.

| Candidat | Candidat      | Étiquette          | Premier tour | Premier tour | Second tour | Second tour |
| Candidat | Candidat      | Étiquette          | Voix         | %            | Voix        | %           |
| -------- | ------------- | ------------------ | ------------ | ------------ | ----------- | ----------- |
|          | Jean Noury *  | MRP-CD             | 3 267        | 40,19        | 3 780       | 40,58       |
|          | Jean Videment | Act° loc (app UNR) | 3 214        | 39,54        | 4 394       | 47,17       |
|          | Jean Lemaître | PCF                | 1 122        | 13,83        | 1 139       | 12,23       |
|          | Louis Ramond  | SFIO               | 526          | 6,47         |             |             |
|          |               |                    |              |              |             |             |
| Inscrits | Inscrits      | Inscrits           | 15 679       | 100,00       | 15 666      | 100,00      |
| Votants  | Votants       | Votants            | 8 284        | 52,83        | 9 462       | 60,40       |
| Exprimés | Exprimés      | Exprimés           | 8 129        | 98,13        | 9 315       | 98,45       |

### Canton de Châteauneuf-d'Ille-et-Vilaine
- Conseiller sortant : François Rouvrais (Act° loc (app UNR)), élu depuis 1937.

| Candidat | Candidat            | Étiquette          | Premier tour | Premier tour |
| Candidat | Candidat            | Étiquette          | Voix         | %            |
| -------- | ------------------- | ------------------ | ------------ | ------------ |
|          | François Rouvrais * | Act° loc (app UNR) | 2 697        | 82,65        |
|          | Émilie Morin        | PCF                | 543          | 16,64        |
|          |                     |                    |              |              |
| Inscrits | Inscrits            | Inscrits           | 5 613        | 100,00       |
| Votants  | Votants             | Votants            | 3 494        | 62,25        |
| Exprimés | Exprimés            | Exprimés           | 3 263        | 93,39        |

### Canton de Dinard
- Conseiller sortant : Georges Coudray (MRP), élu depuis 1958, se présente dans le canton de Tinténiac.

| Candidat | Candidat        | Étiquette | Premier tour | Premier tour |
| Candidat | Candidat        | Étiquette | Voix         | %            |
| -------- | --------------- | --------- | ------------ | ------------ |
|          | Yvon Bourges    | UNR       | 4 841        | 81,58        |
|          | Louis Le Bideau | PCF       | 1 091        | 18,39        |
|          |                 |           |              |              |
| Inscrits | Inscrits        | Inscrits  | 11 376       | 100,00       |
| Votants  | Votants         | Votants   | 6 242        | 54,87        |
| Exprimés | Exprimés        | Exprimés  | 5 934        | 95,07        |

### Canton de Dol-de-Bretagne
- Conseiller sortant : Yves Estève (UNR), élu depuis 1945.

| Candidat | Candidat      | Étiquette | Premier tour | Premier tour |
| Candidat | Candidat      | Étiquette | Voix         | %            |
| -------- | ------------- | --------- | ------------ | ------------ |
|          | Yves Estève * | UNR       | 3 305        | 75,03        |
|          | Jean Bedel    | PCF       | 657          | 14,92        |
|          | Paul Moulin   | SFIO      | 443          | 10,06        |
|          |               |           |              |              |
| Inscrits | Inscrits      | Inscrits  | 7 601        | 100,00       |
| Votants  | Votants       | Votants   | 4 555        | 59,93        |
| Exprimés | Exprimés      | Exprimés  | 4 405        | 96,71        |

### Canton de Tinténiac
- Conseiller sortant : Alphonse Pellé (Rad), élu depuis 1937, est décédé fin 1963.

Georges Coudray est le conseiller sortant du canton de Dinard.
| Candidat | Candidat            | Étiquette | Premier tour | Premier tour | Second tour | Second tour |
| Candidat | Candidat            | Étiquette | Voix         | %            | Voix        | %           |
| -------- | ------------------- | --------- | ------------ | ------------ | ----------- | ----------- |
|          | Roger Nogues        | Rad       | 1 416        | 39,55        | 2 365       | 60,22       |
|          | Jean Nobilet        | UNR       | 828          | 23,13        | 1 558       | 39,67       |
|          | Georges Coudray (*) | MRP-CD    | 608          | 16,98        |             |             |
|          | Antoine Le Quellec  | PCF       | 408          | 11,40        |             |             |
|          | Charles Provost     | CNIP      | 319          | 8,91         |             |             |
|          |                     |           |              |              |             |             |
| Inscrits | Inscrits            | Inscrits  | 4 904        | 100,00       | 4 904       | 100,00      |
| Votants  | Votants             | Votants   | 3 607        | 73,55        | 3 983       | 81,22       |
| Exprimés | Exprimés            | Exprimés  | 3 580        | 99,25        | 3 927       | 98,59       |

## Arrondissement de Fougères

### Canton de Fougères-Nord
- Conseiller sortant : Pierre-Henri Teitgen (MRP), élu depuis 1951, ne se représente pas.

| Candidat | Candidat             | Étiquette | Premier tour | Premier tour | Second tour | Second tour |
| Candidat | Candidat             | Étiquette | Voix         | %            | Voix        | %           |
| -------- | -------------------- | --------- | ------------ | ------------ | ----------- | ----------- |
|          | Jean Madelain        | MRP       | 3 744        | 47,72        | 6 440       | 85,66       |
|          | Joseph Poirier       | FNRI      | 1 753        | 22,34        |             |             |
|          | Ernest Garel         | UNR       | 1 184        | 15,09        |             |             |
|          | Jean-Claude Guillerm | PCF       | 458          | 5,84         |             |             |
|          | Louis Boursin        | SFIO      | 405          | 5,16         | 1 058       | 14,07       |
|          | Marcel de Saint-Jean | PSU       | 301          | 3,84         |             |             |
|          |                      |           |              |              |             |             |
| Inscrits | Inscrits             | Inscrits  | 13 327       | 100,00       | 13 329      | 100,00      |
| Votants  | Votants              | Votants   | 7 973        | 59,83        | 7 824       | 58,70       |
| Exprimés | Exprimés             | Exprimés  | 7 846        | 98,41        | 7 518       | 96,09       |

### Canton d'Antrain
- Conseiller sortant : Fernand Aupinel (MRP), élu depuis 1951.

| Candidat | Candidat          | Étiquette | Premier tour | Premier tour |
| Candidat | Candidat          | Étiquette | Voix         | %            |
| -------- | ----------------- | --------- | ------------ | ------------ |
|          | Fernand Aupinel * | MRP       | 3 165        | 78,85        |
|          | Alfred Prodhomme  | PSU       | 647          | 16,12        |
|          | André Piette      | PCF       | 201          | 5,01         |
|          |                   |           |              |              |
| Inscrits | Inscrits          | Inscrits  | 6 641        | 100,00       |
| Votants  | Votants           | Votants   | 4 143        | 62,39        |
| Exprimés | Exprimés          | Exprimés  | 4 014        | 96,89        |

### Canton de Saint-Aubin-du-Cormier
- Conseiller sortant : Pierre Morel (Rad), élu depuis 1931.

| Candidat | Candidat       | Étiquette | Premier tour | Premier tour |
| Candidat | Candidat       | Étiquette | Voix         | %            |
| -------- | -------------- | --------- | ------------ | ------------ |
|          | Pierre Morel * | Rad       | 2 719        | 94,84        |
|          | Félix Bodenan  | PCF       | 109          | 3,80         |
|          |                |           |              |              |
| Inscrits | Inscrits       | Inscrits  | 4 777        | 100,00       |
| Votants  | Votants        | Votants   | 3 168        | 66,32        |
| Exprimés | Exprimés       | Exprimés  | 3 800        | 98,78        |

## Arrondissement de Vitré

### Canton de Vitré-Est
- Conseiller sortant : Alexis Méhaignerie (MRP), élu depuis 1945.

| Candidat | Candidat             | Étiquette          | Premier tour | Premier tour |
| Candidat | Candidat             | Étiquette          | Voix         | %            |
| -------- | -------------------- | ------------------ | ------------ | ------------ |
|          | Alexis Méhaignerie * | MRP-CD             | 3 719        | 67,18        |
|          | Eugène Corraze       | Act° loc (app UNR) | 1 367        | 24,69        |
|          | Constant Lussot      | UNR                | 296          | 5,35         |
|          | Félix Leturc         | PCF                | 149          | 2,69         |
|          |                      |                    |              |              |
| Inscrits | Inscrits             | Inscrits           | 8 237        | 100,00       |
| Votants  | Votants              | Votants            | 5 750        | 69,81        |
| Exprimés | Exprimés             | Exprimés           | 5 536        | 96,28        |

### Canton d'Argentré-du-Plessis
- Conseiller sortant : Paul Poirier (MRP), élu depuis 1958.

| Candidat | Candidat      | Étiquette | Premier tour | Premier tour |
| Candidat | Candidat      | Étiquette | Voix         | %            |
| -------- | ------------- | --------- | ------------ | ------------ |
|          | Paul Poirier* | MRP       | 3 976        | 97,12        |
|          | René Aubry    | PCF       | 108          | 2,64         |
|          |               |           |              |              |
| Inscrits | Inscrits      | Inscrits  | 6 044        | 100,00       |
| Votants  | Votants       | Votants   | 4 304        | 72,21        |
| Exprimés | Exprimés      | Exprimés  | 4 094        | 95,12        |

### Canton de La Guerche-de-Bretagne
- Conseiller sortant : Henri Lassourd (CG), élu depuis 1951.

| Candidat | Candidat         | Étiquette | Premier tour | Premier tour |
| Candidat | Candidat         | Étiquette | Voix         | %            |
| -------- | ---------------- | --------- | ------------ | ------------ |
|          | Henri Lassourd * | CG        | 4 318        | 96,30        |
|          | Gaston Besson    | PCF       | 156          | 3,48         |
|          |                  |           |              |              |
| Inscrits | Inscrits         | Inscrits  | 6 780        | 100,00       |
| Votants  | Votants          | Votants   | 4 630        | 68,29        |
| Exprimés | Exprimés         | Exprimés  | 4 484        | 96,85        |

## Arrondissement de Redon

### Canton de Redon
- Conseiller sortant : Isidore Renouard (|FNRI), député, élu depuis 1958.

| Candidat | Candidat           | Étiquette | Premier tour | Premier tour |
| Candidat | Candidat           | Étiquette | Voix         | %            |
| -------- | ------------------ | --------- | ------------ | ------------ |
|          | Isidore Renouard * | FNRI      | 4 425        | 83,22        |
|          | Roger Bourel       | PCF       | 665          | 12,51        |
|          | Charles Lecomte    | SFIO      | 227          | 4,27         |
|          |                    |           |              |              |
| Inscrits | Inscrits           | Inscrits  | 9 359        | 100,00       |
| Votants  | Votants            | Votants   | 5 400        | 57,70        |
| Exprimés | Exprimés           | Exprimés  | 5 317        | 98,46        |

### Canton de Guichen
- Conseiller sortant : Alphonse de Pioger (EXD), élu depuis 1951.

| Candidat | Candidat             | Étiquette     | Premier tour | Premier tour |
| Candidat | Candidat             | Étiquette     | Voix         | %            |
| -------- | -------------------- | ------------- | ------------ | ------------ |
|          | Alphonse de Pioger * | EXD (app UNR) | 2 062        | 57,41        |
|          | Jean Vallée          | MRP           | 1 019        | 28,37        |
|          | Gérard Gaignard      | PCF           | 507          | 14,12        |
|          |                      |               |              |              |
| Inscrits | Inscrits             | Inscrits      | 6 825        | 100,00       |
| Votants  | Votants              | Votants       | 3 761        | 55,11        |
| Exprimés | Exprimés             | Exprimés      | 3 592        | 95,51        |

### Canton de Maure-de-Bretagne
- Conseiller sortant : Joseph Lagrée (EXD), élu depuis 1937.

| Candidat | Candidat        | Étiquette          | Premier tour | Premier tour | Second tour | Second tour |
| Candidat | Candidat        | Étiquette          | Voix         | %            | Voix        | %           |
| -------- | --------------- | ------------------ | ------------ | ------------ | ----------- | ----------- |
|          | Joseph Lagrée * | EXD (app UNR)      | 1 459        | 47,40        | 1 719       | 48,30       |
|          | Marcel Thoux    | Act° loc (app UNR) | 795          | 25,83        |             |             |
|          | Louis Raffegeau | MRP                | 710          | 23,07        |             |             |
|          | Bernard Lecoq   | PCF                | 114          | 3,70         |             |             |
|          | Ange Barré      | MRP                | -            | -            | 1 838       | 51,64       |
|          |                 |                    |              |              |             |             |
| Inscrits | Inscrits        | Inscrits           | 4 817        | 100,00       |             |             |
| Votants  | Votants         | Votants            | 3 494        | 72,54        |             |             |
| Exprimés | Exprimés        | Exprimés           | 3 450        | 98,74        |             |             |

## Ancien arrondissement de Montfort-sur-Meu

### Canton de Montfort-sur-Meu
- Conseiller sortant : Émile Tardif (MRP), élu depuis 1945.

| Candidat | Candidat          | Étiquette | Premier tour | Premier tour |
| Candidat | Candidat          | Étiquette | Voix         | %            |
| -------- | ----------------- | --------- | ------------ | ------------ |
|          | Émile Tardif *    | MRP       | 3 839        | 88,72        |
|          | André Deniaud     | PCF       | 260          | 6,01         |
|          | Georges Delourmel | SFIO      | 222          | 5,13         |
|          |                   |           |              |              |
| Inscrits | Inscrits          | Inscrits  | 7 434        | 100,00       |
| Votants  | Votants           | Votants   | 4 402        | 59,21        |
| Exprimés | Exprimés          | Exprimés  | 4 327        | 98,30        |

### Canton de Montauban-de-Bretagne
- Conseiller sortant : Pierre Legault (Act° loc (app UNR)), élu depuis 1945.

| Candidat | Candidat          | Étiquette          | Premier tour | Premier tour |
| Candidat | Candidat          | Étiquette          | Voix         | %            |
| -------- | ----------------- | ------------------ | ------------ | ------------ |
|          | Josph Faramin     | MRP                | 2 061        | 64,29        |
|          | Pierre Legault *  | Act° loc (app UNR) | 961          | 29,98        |
|          | François Faucheux | PCF                | 96           | 2,99         |
|          | Louis Besseiche   | SFIO               | 88           | 2,75         |
|          |                   |                    |              |              |
| Inscrits | Inscrits          | Inscrits           | 4 387        | 100,00       |
| Votants  | Votants           | Votants            | 3 240        | 73,86        |
| Exprimés | Exprimés          | Exprimés           | 3 206        | 98,95        |

### Canton de Saint-Méen-le-Grand
- Conseiller sortant : Louis Carré (CNIP), conseiller depuis 1943.

| Candidat | Candidat        | Étiquette | Premier tour | Premier tour | Second tour | Second tour |
| Candidat | Candidat        | Étiquette | Voix         | %            | Voix        | %           |
| -------- | --------------- | --------- | ------------ | ------------ | ----------- | ----------- |
|          | André Guillou   | UNR       | 1 852        | 44,13        | 2 426       | 52,49       |
|          | Louis Carré *   | CNIP      | 1 595        | 38,00        | 2 196       | 47,51       |
|          | Armand Robert   | Mod       | 388          | 9,25         |             |             |
|          | Louis Derrien   | PSU       | 193          | 4,60         |             |             |
|          | Marcel Monier   | PCF       | 103          | 2,45         |             |             |
|          | André Delaporte | SFIO      | 66           | 1,57         |             |             |
|          |                 |           |              |              |             |             |
| Inscrits | Inscrits        | Inscrits  | 5 932        | 100,00       | 5 931       | 100,00      |
| Votants  | Votants         | Votants   | 4 260        | 71,81        | 4 691       | 79,09       |
| Exprimés | Exprimés        | Exprimés  | 4 197        | 98,52        | 4 622       | 98,53       |